# Classe Srednyaïa
Les sous-marins de classe Srednyaïa (russe: Средняя, «moyen») ou de classe S (surnommée officieusement Stalinets, Сталинец, "disciple de Staline") ont été construits pour la marine soviétique en fin des années 1930. Les unités de cette classe ont été les plus réussis et ont remporté les victoires les plus significatives parmi tous les sous-marins soviétiques durant la Seconde Guerre mondiale. En tout, ils ont coulé 82 770 tonnes brutes (GRT) de navires marchands et sept navires de guerre, qui représentent environ un tiers de tout le tonnage coulé par les sous-marins soviétiques pendant la guerre.

## Conception
Cette classe de sous-marins fut construite en Union soviétique par le bureau d'études allemand NV Ingenieurskantoor voor Scheepsbouw (en) (IvS) basé aux Pays-Bas, une filiale de Deutsche Schiff- und Maschinenbau-AG Weser. Un premier sous-marin a été construit en Espagne en 1929–1930, et a été testé en mer au début de 1931, sous la désignation E-1. Il a été vendu à la marine turque en 1935 et a pris le nom de TCG Gür (en). Ce modèle a aussi servi de prototype pour la réalisation de l'Unterseeboot type I de la Kriegsmarine.

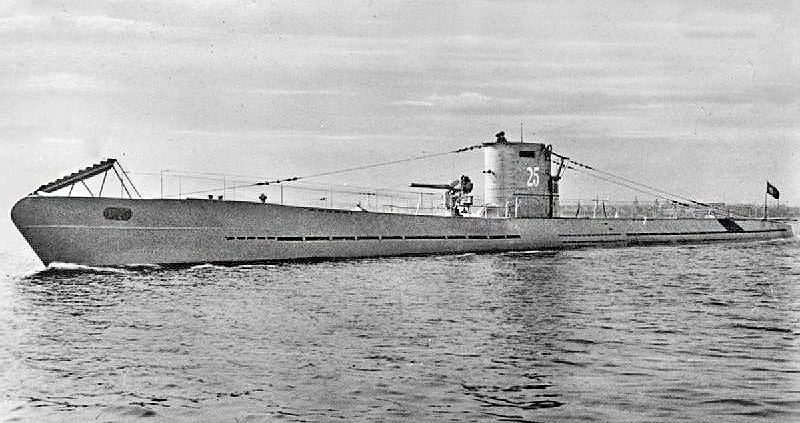
U-25 de Type I

Trois séries (IX, IX-bis et IX-bis-2) furent réalisées entre 1936 et 1948. Au total, 41 sous-marins sont entrés en service , dont 17 ont été mis en service au début de la guerre, 17 pendant la guerre et 7 autres après la guerre. cinq chantiers soviétiques ont produit ces unités (3 à Leningrad (# 189, # 194 et # 196), 1 à Mykolaïv (# 198) et 1 à Gorky (# 112).

## Les unités
Il existait trois variantes produites en série, différant principalement par leur équipement. La première série utilisait des moteurs et des batteries allemandes, tandis que la seconde était produite avec des matériaux locaux. La troisième série a introduit de nouvelles améliorations visant principalement à réduire les coûts de production et le temps, et la quatrième série, bien que prévue, a été annulée en raison du début de la guerre.

### Série IX

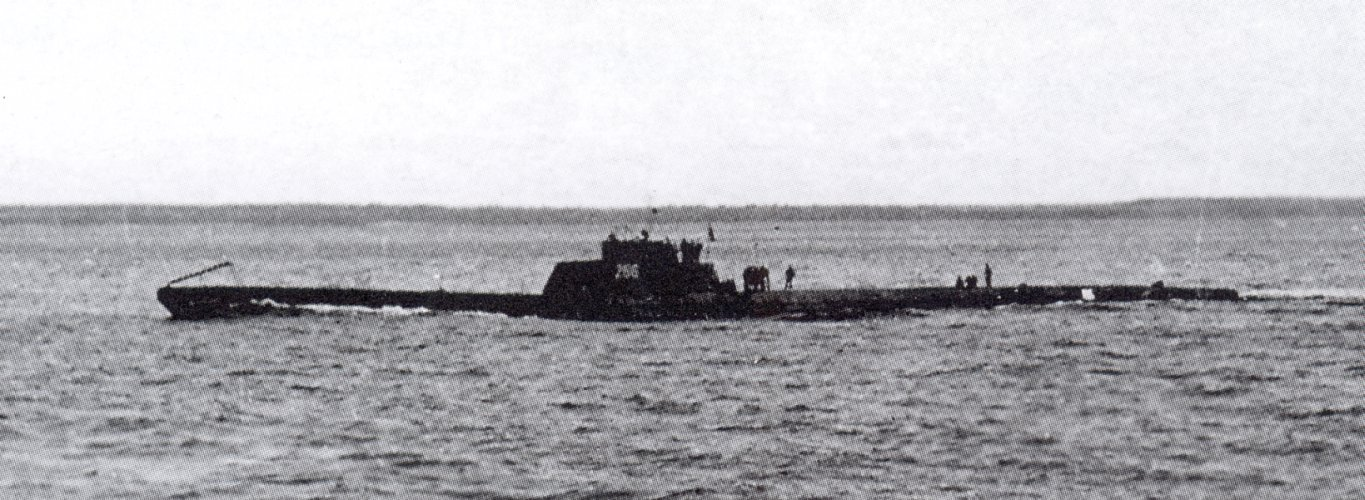
S-1

Seuls trois navires ont été construits dans la "Série IX"  en utilisant des machines partiellement fournies par l'Allemagne
- S-1, 11 septembre 1939 : sabordé à Liepāja pour empêcher sa capture par les Allemands, le 23 juin 1941
- S-2 (en), 23 septembre 1936 : coulé par une mine au large de Märket dans les eaux territoriales suédoises, le 3 janvier 1940
- S-3, 8 juillet 1938 : coulé dans une action de surface des Schnellboot S-60 et S-35, Liepāja, 24 juin 1941

### Série IX-bis
Des turbo-diesels ont remplacé les moteurs allemands dans la "série IX-bis".

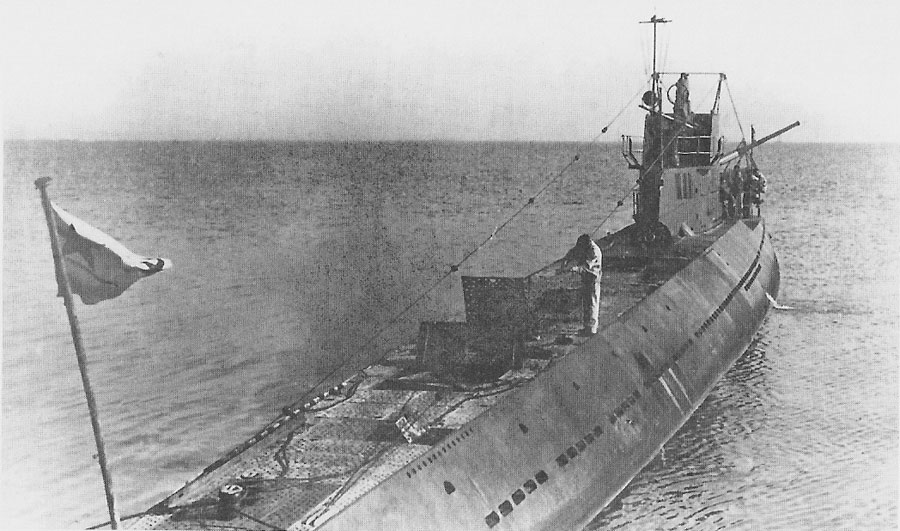
S-7

- S-4, 30 octobre 1939 :coulé par éperonnage par le torpilleur allemand T3 dans la baie de Dantzig , le 15 janvier 1945
- S-5, 30 octobre 1939 : coulé par une mine dans le golfe de Finlande, le 28 août 1941
- S-6, 30 octobre 1939 : coulé par une mine au large d'Öland, Suède, le 6 août 1941
- S-7 (en), 30 juin 1940 : coulé dans la mer d'Åland par le sous-marin finlandais Vesihiisi, 21 octobre 1942
- S-8, 30 juin 1940 : coulé par une mine au large d'Öland , Suède, 11 octobre 1941
- S-9, 31 octobre 1940 : disparu en août 1943, présumé coulé sur une mine
- S-10, 25 décembre 1940 : probablement sur une mine dans le détroit d'Irbe vers le 28 juin 1941
- S-11, 27 juin 1941 : coulé sur une mine au large de Hiiumaa, Estonie, 2 août 1941
- S-12, 24 juillet 1941 : probablement sur une mine au nord de Naissaar, Estonie, vers le 1er août 1943

- S-13, 31 juillet 1941. Désarmé le 7 septembre 1954

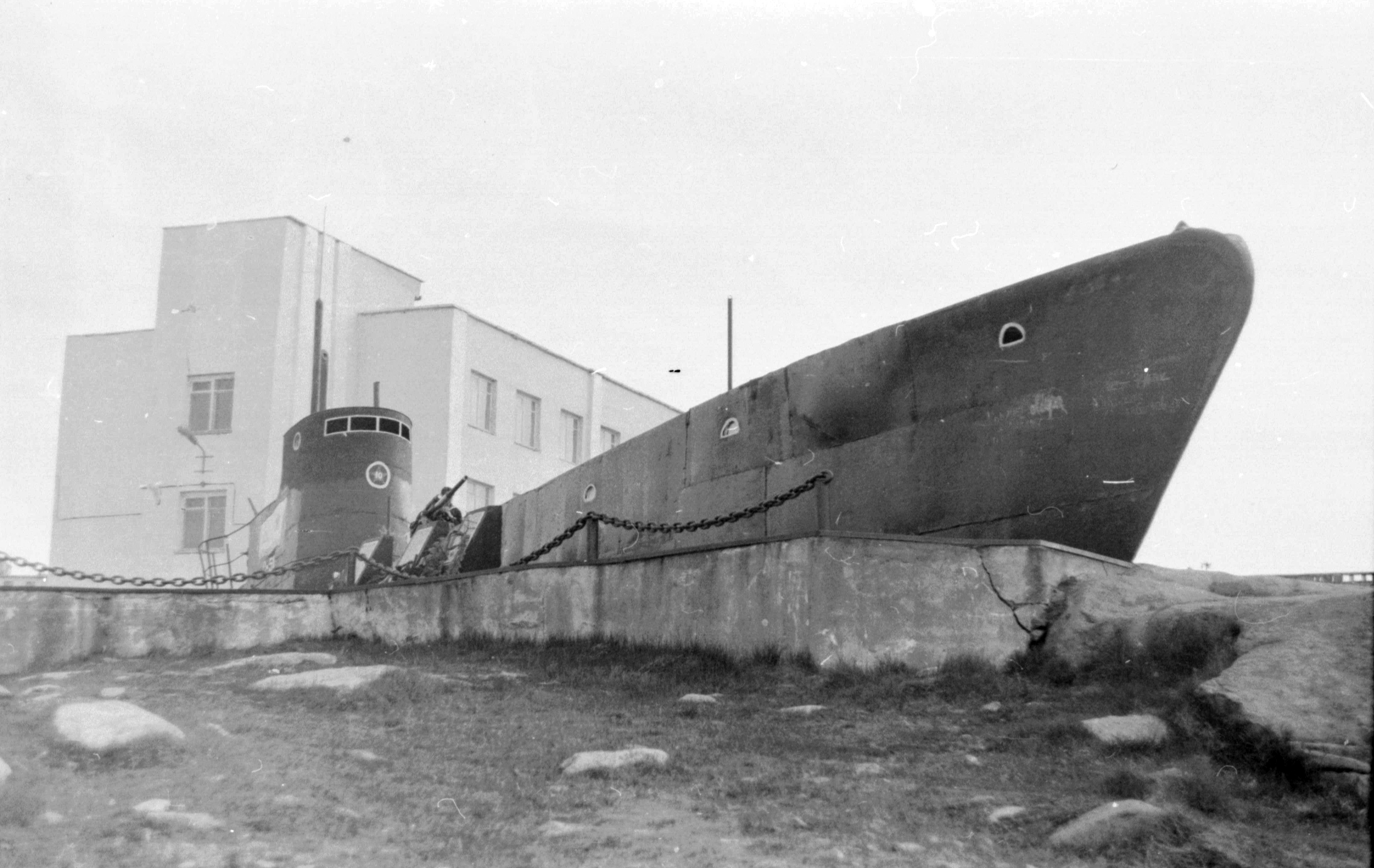
S-51

- S-27 : non mis en service. Annulé en juillet 1941
- S-28 : non mis en service. Annulé en juillet 1941
- S-29 : non mis en service. Annulé en juillet 1941
- S-30 : non mis en service. Annulé en juillet 1941
- S-31, 19 juin 1940 : Désarmé le 14 mars 1955
- S-32, 19 juin 1940 : probablement coulé par un bombardier allemand au sud de la Crimée , le 26 juin 1942
- S-33, 18 novembre 1940 : Désarmé le 14 mars 1955
- S-34, 29 mars 1941 : coulé le 12 novembre 1941 par une mine d'un barrage de flanquement posé par les mineurs roumains Amiral Murgescu et Dacia ou par le champ défensif bulgare S-39
- S-35, 2 juin 1948 : désarmé le 17 février 1956
- S-36 : non mis en service. Le navire incomplet a été sabordé pour empêcher la capture par les Allemands à Nikolayev , le 15 août 1941
- S-37 : non mis en service. Le navire incomplet a été sabordé pour empêcher la capture par les Allemands à Nikolayev, le 15 août 1941
- S-38 : non mis en service. Le navire incomplet a été sabordé pour empêcher la capture par les Allemands à Nikolayev, le 15 août 1941

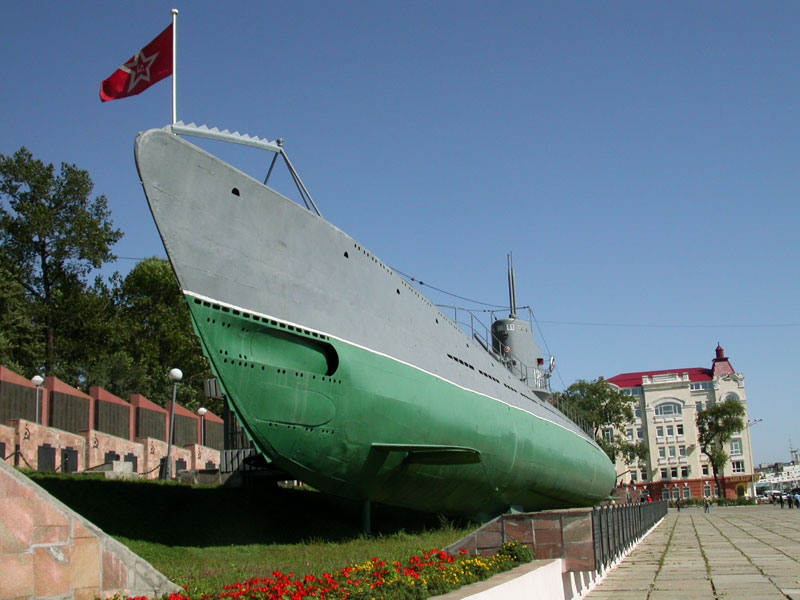
S-56 Memorial

- S-45 : non mis en service. Annulé le 22 juin 1941
- S-46 : non mis en service. Annulé le 22 juin 1941
- S-51, 30 novembre 1941 : Désarmé le 7 septembre 1954, converti en mémorial en 1973
- S-52, 9 juin 1943 : Radié de la liste de la marine le 24 août 1954 et transféré en République populaire de Chine
- S-53, 30 janvier 1943 : Radié de la liste de la marine le 24 août 1954 et transféré en République populaire de Chine
- S-54, 31 décembre 1940 : A disparu, qui aurait été coulé par une mine près de Kongsfjord, en Norvège, après le 5 mars 1944
- S-55, 25 juillet 1941 : Perdu pour une cause inconnue, peut-être à la suite d'une attaque ou d'une mine en décembre 1943
- S-56, 20 octobre 1941 : Désarmé le 14 mars 1955, transformé en navire-musée en 1975
- S-101, 15 décembre 1940 : Radié de la liste de la marine, 17 février 1956
- S-102, 16 décembre 1940 : Désarmé le 14 mars 1955

### Série IX-bis-2
De nombreuses améliorations mineures ont été introduites dans cette "série IX-bis-2", principalement pour réduire les coûts et le temps de production. Le soudage a également commencé à être mis en œuvre dans la construction de la coque sous pression.
- S-14, 21 avril 1942. Radié de la liste de la marine le 9 février 1978
- S-15, 20 décembre 1942. Radié de la liste de la marine le 20 juin 1956
- S-16, 10 février 1943. Désarmé le 29 décembre 1955
- S-17, 20 avril 1945. Désarmé le 29 décembre 1955
- S-18, 20 juin 1945. Désarmé le 17 février 1956
- S-19, 21 février 1944. Désarmé le 10 décembre 1955
- S-20, 19 février 1945. Désarmé le 17 février 1956
- S-21, 29 mars 1946. Désarmé le 14 mars 1959
- S-22, 25 mai 1946. Désarmé le 14 mars 1956
- S-23, 27 juin 1947. Désarmé le 18 avril 1958
- S-24, 18 décembre 1947. Radié de la liste de la marine le 6 juin 1955 et transféré en République populaire de Chine
- S-25, 29 mars 1948. Radié de la liste de la marine le 6 juin 1955 et transféré en République populaire de Chine
- S-26, 29 mars 1948. Désarmé le 18 avril 1958
- S-39 : Non mis en service. Le navire incomplet a été sabordé pour empêcher la capture par les Allemands à Nikolayev, le 15 août 1941
- S-103, 30 juin 1942. Radié de la liste de la marine le 29 décembre 1955
- S-104, 22 septembre 1942. Désarmé le 14 mars 1955

### Projet 97
Une refonte majeure de la série a commencé au début des années 1940, y compris de nouveaux moteurs, une charge de torpilles accrue et une coque sous pression entièrement soudée, mais la guerre a interrompu les travaux et les six bateaux de la première série ont été sabordés peu de temps après leur mise à terre.

## Après la guerre
Deux sous-marins de cette classe, S-52 et S-53, ainsi que deux sous-marins soviétiques de classe M (Малютка), et deux sous-marins de classe Shchuka (sous bail, S-121 et S-123) ont été remis à la marine de l'Armée populaire de libération en juin 1954, devenant ainsi la fondation de la force sous-marine de la République populaire de Chine. Deux autres sous-marins de cette classe, S-24 et S-25, ont été vendus à la Chine quelques années plus tard. Ceux achetés par la Chine ont reçu de nouveaux noms, mais pas les deux sous-marins loués de classe Shchuka S-52, S-53 et les S-24, S-25 ont été renommés en Chine respectivement 11, 12, 13 et 14.

### Articles externes
- (en) S(talinec)-class submarine - Site uboat.net